# Hundeschläger
Hundeschläger (mittelhochdeutsch Huntslaher, Huntsleger; Jäger vor dem Wald; mittellateinisch canicida) war ein mittelalterlicher Beruf. Er galt als unehrlicher Beruf.
Hundeschläger fingen streunende Hunde ein und töteten sie gegen eine vorher festgelegte Bezahlung. Auch für die Entfernung der Kadaver von Hunden sowie anderen Tieren wie Katzen wurden Hundeschläger (etwa Mitte des 15. Jahrhunderts) eingesetzt. Die Hundeschläger des Mittelalters und der frühen Neuzeit unterstanden in der Regel dem Scharfrichter bzw. waren Scharfrichtersknechte; andere Organisationsformen waren je nach Stadt denkbar. Die Tätigkeit des Hundeschlägers war – gänzlich anders als die des Hundepeitschers – auf das Töten von Hunden ausgerichtet. Hintergrund war die große Zahl streunender Hunde in und nahe bei den mittelalterlichen Städten. So ist für Wien belegt, dass im Jahre 1444 durch Hundeschläger und Henker 866 verwilderte Hunde beseitigt wurden.
Das Hundeschlagen wurde in Norddeutschland im Wesentlichen in den Sommermonaten in Form einer Treibjagd betrieben. Fälschlich behauptet wurde,  davon werde  der Begriff der Hundstage abgeleitet. Damit sollte der „Hundswut“ (Tollwut) eingedämmt werden. In Süddeutschland hat das Hundeschlagen dagegen bevorzugt in der Zeit „Fastelabende“ (Fastnacht) stattgefunden.
Der Beruf des Hundeschlägers fand Einzug in Sprichwörter, die bis in das 19. Jahrhundert genutzt wurden:

„Wenn der Hundeschläger herumgeht, kommen die Kläffer zum Schweigen.“